# مثل العذارى العشر

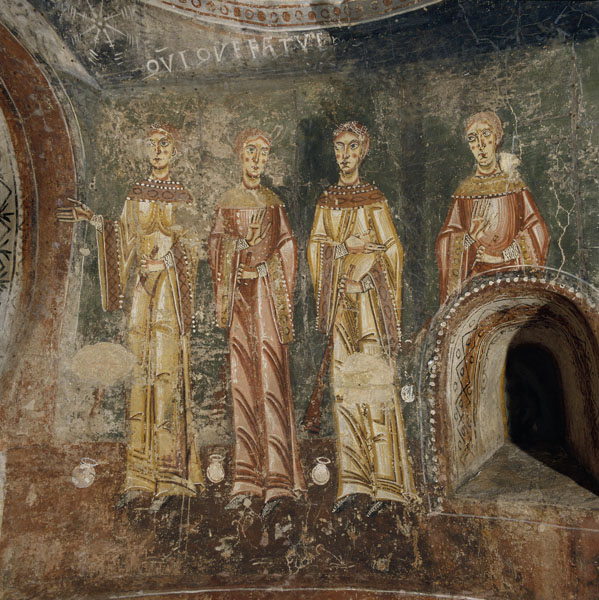

مثل العذارى العشر والمعروف أيضًا باسم مثل العذارى الحكيمات والجاهلات أو مثل وصيفات الشرف العشرة، هو أحد أمثال يسوع. بحسب إنجيل متى 25:1-13، تنتظر العذارى العشرة عريس، تأخذ خمس منهن ما يكفي من الزيت لمصابيحهن للانتظار، بينما تحتاج الخمس الأخريات إلى شراء المزيد من الزيت بعد تأخر وصول العريس. تتم مكافئة العذارى الخمس المستعدات لوصول العريس، بينما يجري التبرؤ من العذارى الخمس الأخريات. يحتوي المثل على موضوع إسكاتولوجي واضح: كن مستعدًا ليوم القيامة. كان أحد الأمثال الأكثر شعبية في العصور الوسطى، مع تأثيره الهائل على الفن القوطي والنحت والهندسة للكاتدرائية الألمانية والفرنسية.

## السرد بحسب إنجيل متى
في مثل العذارى العشر، يروي يسوع قصة عن مجموعة عذارى، وربما وصيفات شرف أو حاملات الشعلة للموكب، تم اختيارهن للمشاركة في حفل زفاف. يحمل كل من العذارى العشر مصباحًا أو شعلة في انتظار قدوم العريس، الذي يتوقَّع مجيئه في وقت ما في أثناء الليل. تجلب خمس من العذارى الحكيمات الزيت لمصابيحهن. وتحضر خمس جاهلات مصابيحهن فقط.

في منتصف الليل، تسمع جميع العذارى الصراخ للخروج ولقاء العريس. بعد أن يدركن أن مصابيحهن قد انطفأت، تطلب العذارى الجاهلات من الحكيمات إعطاءهن الزيت، ولكنهن يرفضن، قائلين إنه بالتأكيد لن يكون هناك ما يكفيهن للمشاركة. وبينما تذهب الجاهلات في محاولة للحصول على بعض الزيت، يصل العريس. وترافقه العذارى الحكيمات إلى الحفل. وتصل الأخريات متأخرًا ويجري استبعادهن.
«حِينَئِذٍ يُشَبَّهُ مَلَكُوتُ السَّمَاوَاتِ بِعَشْرِ عَذَارَى أَخَذْنَ مَصَابِيحَهُنَّ وَانْطَلَقْنَ لِمُلاقَاةِ الْعَرِيسِ. وَكَانَتْ خَمْسٌ مِنْهُنَّ حَكِيمَاتٍ، وَخَمْسٌ جَاهِلاتٍ. فَأَخَذَتِ الْجَاهِلاتُ مَصَابِيحَهُنَّ دُونَ زَيْتٍ. وَأَمَّا الْحَكِيمَاتُ، فَأَخَذْنَ مَعَ مَصَابِيحِهِنَّ زَيْتاً وَضَعْنَهُ فِي أَوْعِيَةٍ. وَإِذْ أَبْطَأَ الْعَرِيسُ، نَعَسْنَ جَمِيعاً وَنِمْنَ. وَفِي مُنْتَصَفِ اللَّيْلِ، دَوَّى الْهُتَافُ: هَا هُوَ الْعَرِيسُ آتٍ؛ فَانْطَلِقْنَ لِمُلاقَاتِهِ! فَنَهَضَتِ الْعَذَارَى جَمِيعاً وَجَهَّزْنَ مَصَابِيحَهُنَّ. وَقَالَتِ الْجَاهِلاتُ لِلْحَكِيمَاتِ: أَعْطِينَنَا بَعْضَ الزَّيْتِ مِنْ عِنْدِكُنَّ، فَإِنَّ مَصَابِيحَنَا تَنْطَفِئُ! فَأَجَابَتِ الْحَكِيمَاتُ: رُبَّمَا لَا يَكْفِي لَنَا وَلَكُنَّ. فَاذْهَبْنَ بِالأَحْرَى إِلَى بَائِعِي الزَّيْتِ وَاشْتَرِينَ لَكُنَّ! وَبَيْنَمَا الْعَذَارَى الْجَاهِلاتُ ذَاهِبَاتٌ لِلشِّرَاءِ، وَصَلَ الْعَرِيسُ، فَدَخَلَتِ الْعَذَارَى الْمُسْتَعِدَّاتُ مَعَهُ إِلَى قَاعَةِ الْعُرْسِ، وَأُغْلِقَ الْبَابُ. وَبَعْدَ حِينٍ، رَجَعَتِ الْعَذَارَى الأُخْرَيَاتُ، وَقُلْنَ: يَا سَيِّدُ، يَا سَيِّدُ، افْتَحْ لَنَا! فَأَجَابَ الْعَرِيسُ: الْحَقَّ أَقُولُ لَكُنَّ: إِنِّي لَا أَعْرِفُكُنَّ! فَاسْهَرُوا إِذَنْ، لأَنَّكُمْ لَا تَعْرِفُونَ الْيَوْمَ وَلا السَّاعَةَ!».
متى 25: 1-13، ترجمة كتاب الحياة

## التأويلات
المثل هو مجموعة من الإجابات عن الأسئلة في إنجيل متى 24:3 
«وفيما هو جالس على جبل الزيتون، تقدم إليه التلاميذ على انفراد قائلين: قل لنا متى يكون هذا؟ وما هي علامة مجيئك وانقضاء الدهر».

إنجيل متى 24:3، نسخة الملك جيمس
تشمل أمثال أخرى في هذه المجموعة مثل شجرة التين الناضجة (متى 24:32-35) ومثل العبد الأمين (متى 24-42-51). يعزز مثل العذارى العشر الدعوة للاستعداد في مواجهة الوقت غير المحدد للمجيء الثاني للمسيح. وقد وصِف بأنه «مثل مُشاهَد». وكمثل الدرهم المفقود «أَوْ أَيَّةُ ٱمْرَأَةٍ لَهَا عَشْرَةُ دَرَاهِمَ، إِنْ أَضَاعَتْ دِرْهَمًا وَاحِدًا، أَلَا تُوقِدُ سِرَاجًا وَتَكْنُسُ ٱلْبَيْتَ وَتُفَتِّشُ بِٱجْتِهَادٍ حَتَّى تَجِدَهُ؟ 9 وَإِذَا وَجَدَتْهُ تَدْعُو ٱلصَّدِيقَاتِ وَٱلْجَارَاتِ قَائِلَةً: ٱفْرَحْنَ مَعِي لِأَنِّي وَجَدْتُ ٱلدِّرْهَمَ ٱلَّذِي أَضَعْتُهُ. 10 هَكَذَا، أَقُولُ لَكُمْ: يَكُونُ فَرَحٌ قُدَّامَ مَلَائِكَةِ ٱللهِ بِخَاطِئٍ وَاحِدٍ يَتُوب».
في هذا المثل، يسوع هو العريس، مكررًا صورة العهد القديم عن الرب باعتباره عريسًا في كتاب سفر أرميا 2:2 وبفقرات متشابهة، والعذارى هم المسيحيون. الحدث المنتظر هو المجيء الثاني للمسيح. كتب ريتشارد توماس فرانس أن المثل «تحذير موجه خصيصًا إلى أولئك داخل الكنيسة الذين لا يتوقعون أن مستقبلهم مضمون دون قيد أو شرط».
لا ينتقد المثل العذارى لنومهن، لأن كلتا المجموعتين تفعلان بذلك، لكن لكونهن غير مستعدات كعدم جلبهن للزيت (من غير الواضح ما إذا كانت العذارى الحمقاوات قد نجحن في شراء أي زيت في تلك الليلة إذ لم تكن أكثر المحلات التجارية مفتوحة). يعتبر الباحث في العهد الجديد دان أو. فيا، قصة وصيفات الشرف مثالًا لمثل مأساوي وحبكة بناء درامي على شكل حرف U مقلوب. الإجراءات المتصاعدة للمثل هي التحضيرات لمجيء العريس، ولكن تحدث أزمة عندما يتأخر العريس. وهذه نقطة التحول (الانقلاب أو الانعكاس) التي تؤدي إلى كارثة. يظهر مشهد إدراك العذارى الخمس الحمقاوات متأخرًا لتغيير مصائرهن. مع ذلك، يمكن للقارئ الاستفادة من حماقتهن من خلال النظر إلى الخطأ الفادح الذي تسبب في سقوطهن وبالسؤال عن كيفية تجنب أخطائهم في الحكم.
لم يُكتب المثل في مدح العذرية، وفي تأكيد لويس غرناطة لذلك، كتب في دليل الشر عام 1555: «لا أحد يتشفع لدى العريس من أجل العذارى الخمس الجاهلات، اللواتي بعد احتقارهن لملذات الجسد وإخمادهن نار الشهوة في قلوبهن -وحتى بعد ملاحظة النصيحة العظيمة للعذرية- أهملن مبدأ التواضع وأصبحن يبالغن بالفخر بسبب عذريتهن».
أعطى سبنسر دبليو. كيمبل لكنيسة يسوع المسيح لقديسي الأيام الأخيرة مشهدًا حول الفرق بين العذارى الحمقاوات والحكيمات، ولماذا لم يتمكنّ من تشارك الزيت: «لم تكن تلك أنانية أو قسوة». هذا النوع من الزيت المطلوب لإضاءة الطريق والظلمة غير قابل للمشاركة. كيف يمكن للمرء أن يشارك الطاعة لمبدأ العشور والعقل في سلام من العيش القويم وتراكم المعرفة؟ كيف يمكن للمرء مشاركة الإيمان أو الشهادة؟ كيف يمكن للمرء مشاركة المواقف والعفة..... كلٌّ يجب عليه أن يحصل على هذا النوع من الزيت لنفسه.

## الحقائق والموثوقية
تظهر الأمثال في جميع مخطوطات العهد الجديد، مع اختلافات طفيفة في بعض الكلمات. لا يتفق معلقو وفقهاء الكتاب المقدس تمامًا مع طبيعة الكتاب المقدس: سواء كانت أمثال يسوع حقيقية قائمة على الحقيقة وجرى تعديلها بشكل كبير، أو من اختراع الكنيسة الأولى. وفقًا لجون لامبريتش: «في الواقع، يفترض عدد كبير من الفقهاء والمفسرين أن مثل العذارى الحكيمات والحمقاوات يعود في نهاية المطاف إلى يسوع». ويعتقد فقهاء آخرون أن هذا المثل قد تجرى تعديله قليلًا.
ترجع الحجة للتعديل بسبب طبيعة المثل الإسكاتولوجية، والتي تبدو أنها تتحدث بصورة مباشرة عن وضع الكنيسة الأولى بدلًا من الوضع في أثناء حياة يسوع. وصفت الغالبية العظمى من الزملاء في ندوة يسوع، على سبيل المثال، المثل بأنه لا يشبه سوى شيء قد قاله يسوع أو ببساطة شيء زائف (رمادي أو أسود). كتب بارت إيرمان أن المثل منطقي في سياق الكنيسة خلال الفترة الزمنية التي سبقت كتابة إنجيل متى. اعتقد العديد من المسيحين الأوائل أن المجيء الثاني لليسوع وتأسيس ملكوت الله كان وشيكًا. لكنه لم يحصل. في المثل، تأخر العريس. وبالتالي فإن هذا المثل هو تشجيع لمتابعة الانتظار والبقاء على استعداد.

## في الطقوس
في الكنيسة الكاثوليكية، المثل هو قراءة الإنجيل ليوم الأحد في الذكرى 32 في الوقت الاعتيادي في الدائرة أ: في الشكل الاستثنائي للطقوس الرومانية، وهو قراءة الإنجيل لجماهير العذارى والشهداء البكر. وهو قراءة الكتاب المقدس ليوم الأحد الـ 27 بعد الثالوث في الكتابات اللوثرية التقليدية. في المفردات المشتركة المنقحة، يقرأ المثل في العدد 27.
في الكنيسة الأرثوذكسية، المثل هو الموضوع الرئيسي ليوم الاثنين المقدس. يتم الاحتفال بقداس خاص للكنيسة وتقوم به عذارى عشر مساء الثلاثاء من الأسبوع المقدس.
في الكنيسة السريانية الأرثوذكسية، يُستخدم المثل في إحياء ذكرى صلاة الغروب ليوم الأحد في ناهير. ترمز ناهير إلى حياتنا بما يتوافق مع العذارى العشر التي لا يمكننا أن نكون فيها مستعدين للعريس نفسه إلا من خلال حياة التفاني واليقظة والصوم والصلاة.

## في الفن
كان هذا المثل موضوعًا شائعًا للرسم والنحت والموسيقى والدراما.

### لوحة فنية
جرى تصوير المثل في عدة لوحات، بما في ذلك لوحة المذبح في شمال أوروبا. مثال حديث، من عام 1954، بواسطة توفي يانسون. في القرن التاسع عشر، تناول فنانو الحركة النصرانية هذا الموضوع أيضًا.

### النحت
كانت منحوتات العذارى الحمقاوات والحكيمات موضوعًا شائعًا في عمارات الكنائس في العصور الوسطى في أوروبا، وخاصة لتزيين المداخل، وتظهر أشكال منحوتة تمثلهم في العديد من الكنائس والكاتدرائيات التي تعود إلى القرون الوسطى على الطراز القوطي، وتتضمن:
- كاتدرائية أميان
- كاتدرائية أوكسير
- كاتدرائية لاون
- كاتدرائية نوتردام دو باري (باريس)
- كاتدرائية نوتردام في رامس
- كاتدرائية ستراسبورغ
- كاتدرائية أرفورت
- كاتدرائية ماغديبرغ

وقد جرى تصوير العذارى على الكاتدرائيات في سويسرا وبلدان أخرى، نحتت البوابة المؤدية إلى الكنيسة الرئيسية في هوفنفاك (1216-1221) في أرمينيا مشاهد من مثل العذارى الحكيمات والحمقاوات. ألهم الوجود المطلق لهذه التماثيل أوصافًا خيالية مثل المنحوتات على أبواب كاتدرائية كينغسبريدج في رواية كين فوليت في رواية عالم بلا نهاية، التي تدور أحداثها في أواخر العصور الوسطى.